# Hypoxylon petriniae
Hypoxylon petriniae är en svampart som beskrevs av M. Stadler & J. Fourn. 2004. Hypoxylon petriniae ingår i släktet Hypoxylon och familjen kolkärnsvampar.  Arten är reproducerande i Sverige. Inga underarter finns listade i Catalogue of Life.